# Takayuki Yoshida
Takayuki Yoshida (吉田 孝行 Yoshida Takayuki?,  nacido el 14 de marzo de 1977 en Kawanishi, Hyōgo) es un exfutbolista y actual entrenador japonés. Jugaba de delantero o centrocampista y su último club fue el Vissel Kobe de Japón. Actualmente es el entrenador del Vissel Kobe.

## Estadística de club
| Rendimiento de club | Rendimiento de club | Rendimiento de club | Liga     | Liga  | Copa               | Copa               | Copa de la Liga | Copa de la Liga | Total    | Total |
| Año                 | Club                | Liga                | Partidos | Goles | Partidos           | Goles              | Partidos        | Goles           | Partidos | Goles |
| Japón               | Japón               | Japón               | Liga     | Liga  | Copa del Emperador | Copa del Emperador | Copa J. League  | Copa J. League  | Total    | Total |
| ------------------- | ------------------- | ------------------- | -------- | ----- | ------------------ | ------------------ | --------------- | --------------- | -------- | ----- |
| 1995                | Yokohama Flügels    | J1 League           | 28       | 3     | 2                  | 0                  | -               | -               | 30       | 3     |
| 1996                | Yokohama Flügels    | J1 League           | 2        | 1     | 1                  | 0                  | 2               | 0               | 5        | 1     |
| 1997                | Yokohama Flügels    | J1 League           | 21       | 0     | 4                  | 3                  | 5               | 0               | 30       | 3     |
| 1998                | Yokohama Flügels    | J1 League           | 20       | 5     | 5                  | 7                  | 1               | 1               | 26       | 13    |
| 1999                | Yokohama F. Marinos | J1 League           | 14       | 1     | 0                  | 0                  | 6               | 2               | 20       | 3     |
| 2000                | Yokohama F. Marinos | J1 League           | 7        | 1     | -                  | -                  | 2               | 0               | 9        | 1     |
| 2000                | Oita Trinita        | J2 League           | 20       | 6     | 3                  | 3                  | -               | -               | 23       | 9     |
| 2001                | Oita Trinita        | J2 League           | 41       | 15    | 3                  | 2                  | 2               | 1               | 46       | 18    |
| 2002                | Oita Trinita        | J2 League           | 41       | 9     | 4                  | 1                  | -               | -               | 45       | 10    |
| 2003                | Oita Trinita        | J1 League           | 29       | 7     | 1                  | 0                  | 2               | 1               | 32       | 8     |
| 2004                | Oita Trinita        | J1 League           | 30       | 5     | 2                  | 0                  | 6               | 1               | 38       | 6     |
| 2005                | Oita Trinita        | J1 League           | 28       | 2     | 2                  | 0                  | 3               | 0               | 33       | 2     |
| 2006                | Yokohama F. Marinos | J1 League           | 27       | 1     | 3                  | 0                  | 10              | 0               | 40       | 1     |
| 2007                | Yokohama F. Marinos | J1 League           | 22       | 3     | 1                  | 0                  | 7               | 0               | 30       | 3     |
| 2008                | Vissel Kobe         | J1 League           | 30       | 5     | 2                  | 1                  | 6               | 1               | 38       | 7     |
| 2009                | Vissel Kobe         | J1 League           | 29       | 5     | 2                  | 0                  | 5               | 0               | 36       | 5     |
| 2010                | Vissel Kobe         | J1 League           | 21       | 4     | 2                  | 1                  | 4               | 2               | 27       | 7     |
| 2011                | Vissel Kobe         | J1 League           | 29       | 9     | 1                  | 0                  | 1               | 1               | 31       | 10    |
| 2012                | Vissel Kobe         | J1 League           | 19       | 1     | 0                  | 0                  | 2               | 0               | 21       | 1     |
| 2013                | Vissel Kobe         | J2 League           | 12       | 3     | 1                  | 2                  | -               | -               | 13       | 5     |
| Total de carrera    | Total de carrera    | Total de carrera    | 470      | 86    | 39                 | 20                 | 64              | 10              | 573      | 116   |